# Sitre
Sitre var en egyptisk drottning (stor kunglig hustru). 
Hon var gift med farao Ramses I mor till farao Seti I. Hon saknade titeln "Kungs dotter" och var därmed förmodligen inte kunglig av födsel. 
Hon begrovs i QV38.